# Onobrychis dielsii
Onobrychis dielsii är en ärtväxtart som först beskrevs av Sirj., och fick sitt nu gällande namn av I.T. Vassilczenko. Onobrychis dielsii ingår i släktet esparsetter, och familjen ärtväxter. Inga underarter finns listade i Catalogue of Life.